# Effektbrytare

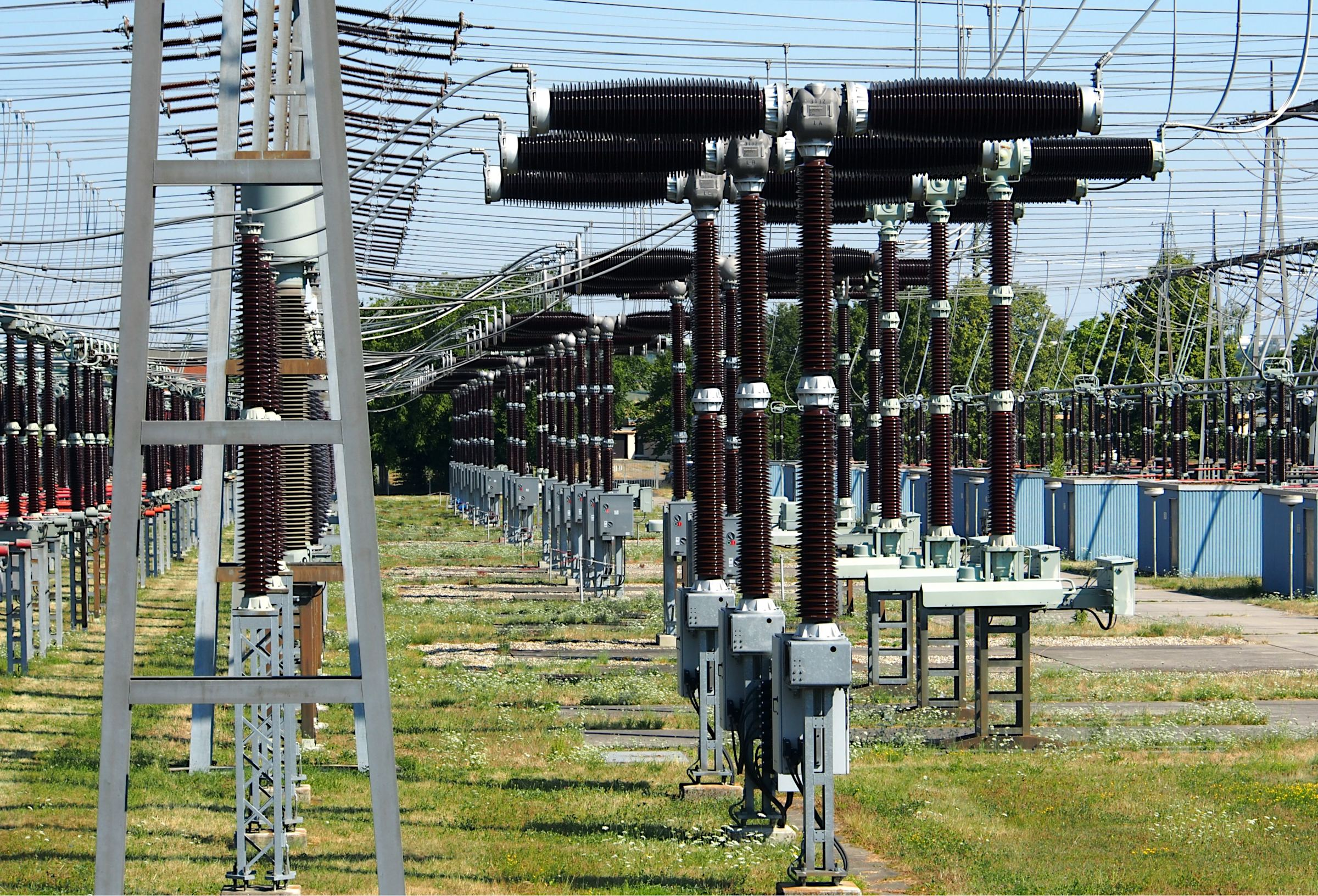
En rad med strömbrytare för 380 kV i Pulverdingen i Tyskland. De har två brytkammare per fas som är placerade i de vågräta tjocka isolatorerna.

En effektbrytare eller strömbrytare är en elkraftsapparat som kan bryta stora strömmar. Då bildas det en ljusbåge, som måste släckas. Tryckluft, olja och gas (SF₆) är vanliga metoder för att göra detta.
En effektbrytare ska kunna bryta lastströmmen, den normala strömmen som kan gå igenom den. Den ska också kunna bryta en kortslutningsström, som är oftast är minst tio gånger större. Det skiljer den från en lastfrånskiljare, som bara klarar lite mera än den dimensionerande lastströmmen.
Effektbrytare är vanligtvis installerade i distributionscentraler. Förutom dess säkerhetsändamål används en strömbrytare också ofta som en huvudströmbrytare för att manuellt koppla bort ("rack out") och ansluta ("rack in") ström till ett helt elektriskt delnät.
Strömbrytare tillverkas i olika strömklasser, från enheter som skyddar lågströmskretsar eller enskilda hushållsapparater, till ställverk utformade för att skydda högspänningskretsar som matar en hel stad. Varje enhet som skyddar mot för hög ström genom att automatiskt ta bort ström från ett felaktigt system, såsom en strömbrytare eller säkring, kan kallas en överströmsskyddsenhet (OCPD). 

## Historik

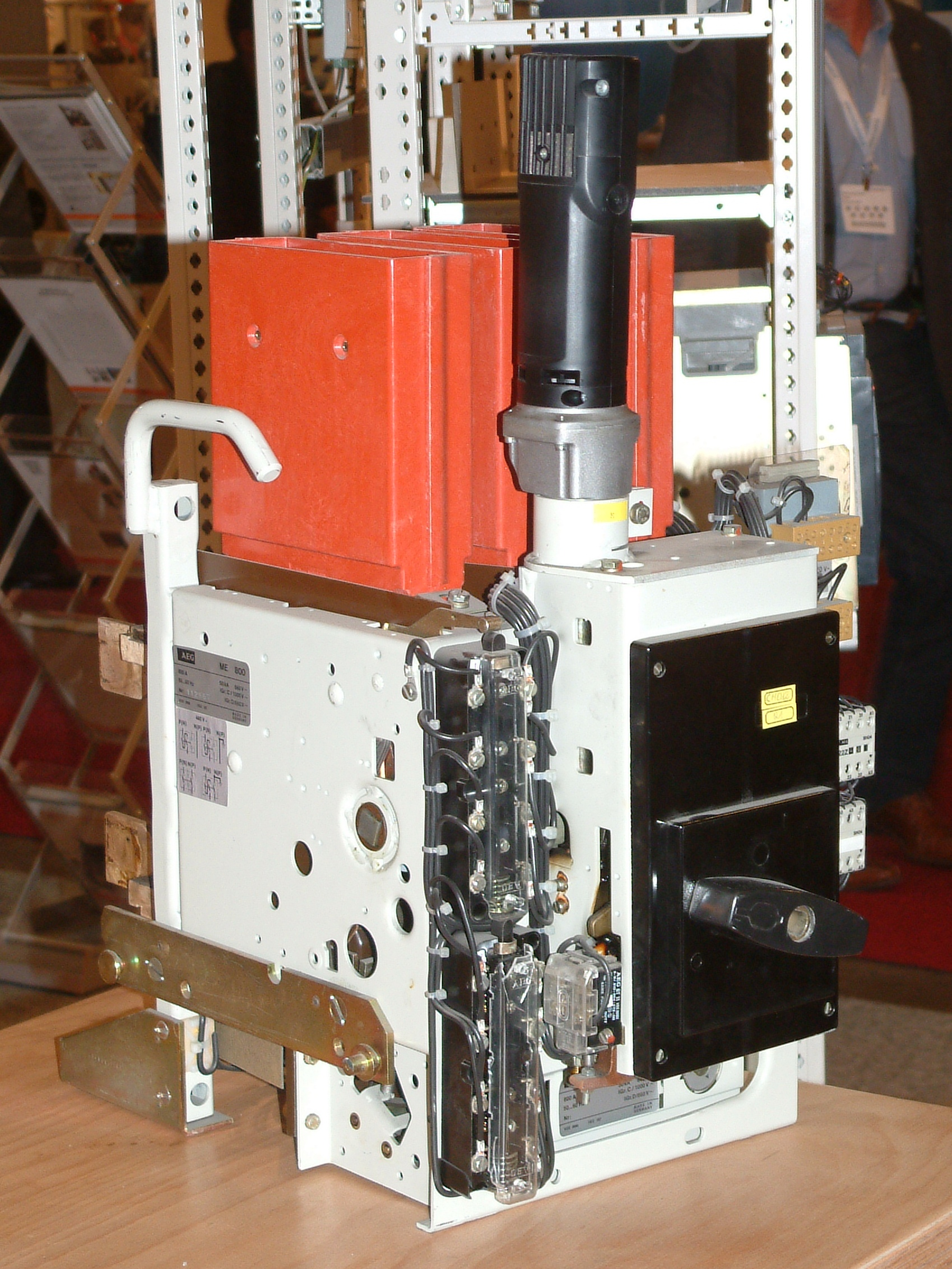
Luftströmbrytare för lågspännings (mindre än 1 000 volt) kraftfördelningsställverk

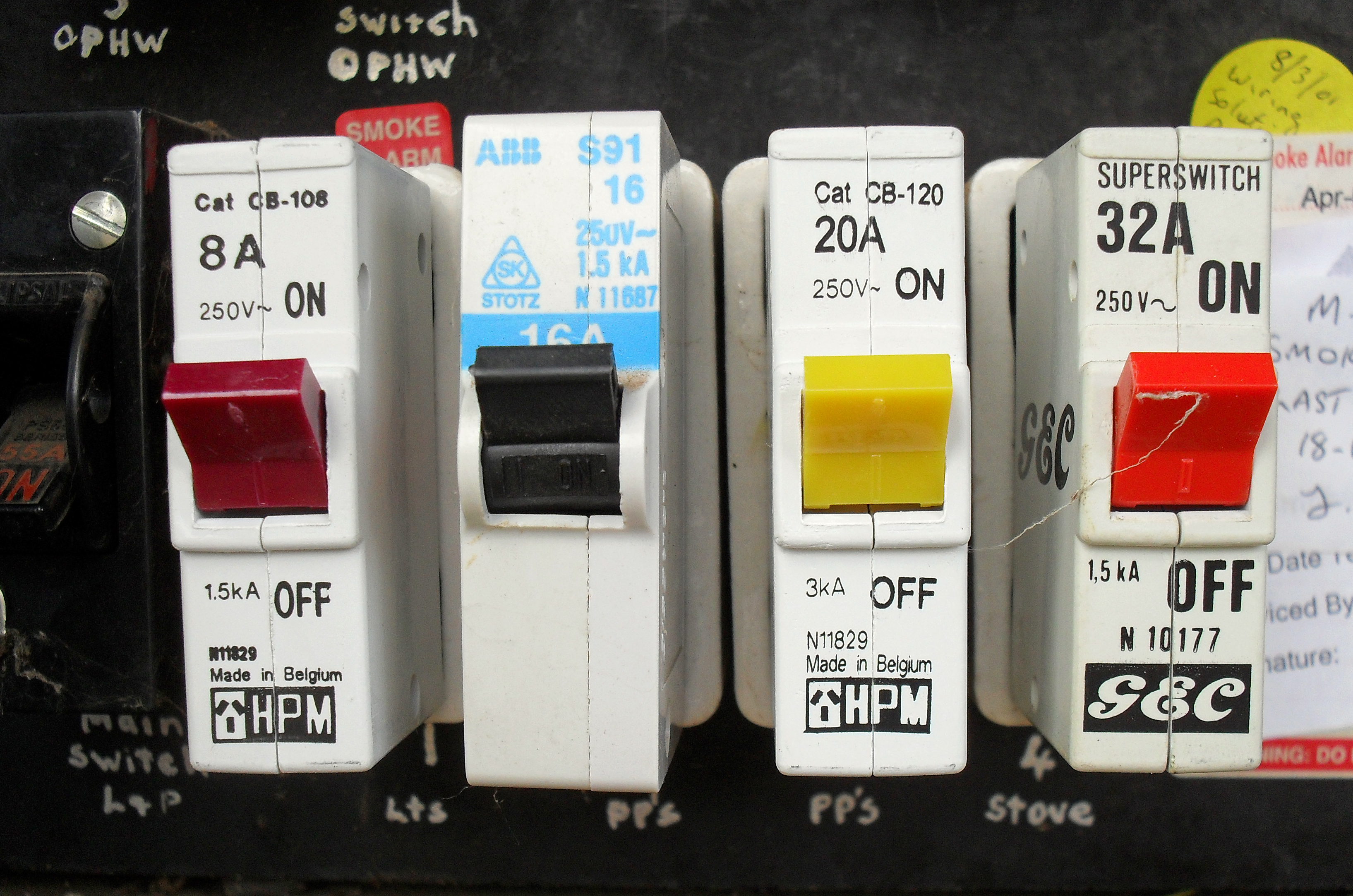
Fyra enpoliga dvärgbrytare

En tidig form av strömbrytare beskrevs av Thomas Edison i en patentansökan från 1879, även om hans kommersiella kraftdistributionssystem använde säkringar. Dess syfte var att skydda belysningskretsledningar från oavsiktliga kortslutningar och överbelastningar. En modern dvärgbrytare som liknar de som nu används patenterades av Brown, Boveri & Cie 1924. Hugo Stotz, en ingenjör som hade sålt sitt företag till Brown, Boveri & Cie, krediterades som uppfinnare på tyskt patent 458392. Stotz uppfinning var föregångaren till den moderna termisk-magnetiska brytaren som används i hushållens lastcentraler idag. 
Sammankoppling av flera generatorkällor till ett elnät krävde utveckling av strömbrytare med ökande spänningsvärden och ökad förmåga att säkert avbryta de ökande kortslutningsströmmarna som produceras av nätverk. Enkla manuella brytare för luftavbrott producerade farliga ljusbågar vid avbrott av högspänningskretsar. Dessa ersattes av oljeinneslutna kontakter och olika former som använde det riktade flödet av tryckluft, eller trycksatt olja, för att kyla och avbryta ljusbågen. År 1935 använde de specialkonstruerade strömbrytarna som användes vid Boulder Dam-projektet åtta serieavbrott och trycksatt oljeflöde för att avbryta fel på upp till 2 500 MVA, i tre växelströmsfaser.

## Drift
Alla strömbrytarsystem har gemensamma funktioner i sin funktion, men detaljerna varierar kraftigt beroende på spänningsklass, strömstyrka och typ av brytare.
Strömbrytaren måste först notera ett feltillstånd. I små nät- och lågspänningsbrytare görs detta vanligtvis i själva enheten. Typiskt används uppvärmnings- eller magnetiska effekter av elektrisk ström. Strömbrytare för stora strömmar eller höga spänningar är vanligtvis anordnade med skyddande reläpilotanordningar för att känna av ett feltillstånd och för att manövrera öppningsmekanismen. Dessa kräver vanligtvis en separat strömkälla, som ett batteri, även om vissa högspänningsbrytare är fristående med strömtransformatorer, skyddsreläer och interna strömkällor.
När ett fel upptäcks måste strömbrytarens kontakter öppnas för att avbryta kretsen. Detta görs vanligtvis med hjälp av mekaniskt lagrad energi som finns i brytaren, som en fjäder eller tryckluft för att separera kontakterna. En brytare kan också använda den högre strömmen som orsakas av felet för att separera kontakterna, via termisk expansion eller ökat magnetfält. En liten strömbrytare har vanligtvis en manuell kontrollspak för att stänga av kretsen eller återställa en utlöst brytare, medan en större enhet kan använda en solenoid för att utlösa mekanismen och en elmotor för att återställa energi till fjädrar (som snabbt separerar kontakter när brytaren är utlöst). 
Strömbrytarens kontakter måste bära belastningsströmmen utan överdriven uppvärmning och måste även motstå värmen från ljusbågen som produceras vid avbrott (öppning) av kretsen. Kontakterna är gjorda av koppar eller kopparlegeringar, silverlegeringar och andra mycket ledande material. Kontakternas livslängd begränsas av erosion av kontaktmaterial på grund av bågbildning när strömmen avbryts. Dvärgbrytare och kapslingsbrytare kasseras vanligtvis när kontakterna har slitits, men strömbrytare och högspänningsbrytare har utbytbara kontakter. 
När en hög ström eller spänning bryts genereras en ljusbåge. Den maximala längden på bågen är i allmänhet proportionell mot spänningen medan intensiteten (eller värmen) är proportionell mot strömmen. Denna ljusbåge måste hållas inne, kylas och släckas på ett kontrollerat sätt, så att gapet mellan kontakterna åter kan motstå spänningen i kretsen. Olika strömbrytare använder vakuum, luft, isoleringsgas eller olja som medium som ljusbågen bildas i. Olika tekniker används för att släcka ljusbågen, som:
- Förlängning eller avböjning av bågen
- Intensiv kylning (i jetkammare)
- Uppdelning i delbågar
- Nollpunktssläckning (kontakter öppnar för ögonblicket i växelströmsvågformen där strömmen och potentialen är nära noll, vilket i praktiken bryter tomgångsström vid tidpunkten för öppning. Nollgenomgången sker vid två gånger linjefrekvensen, det vill säga 100 gånger per sekund för 50 Hz och 120 gånger per sekund för 60 Hz växelström.)
- Parallellkoppling av kondensatorer med kontakter i likströmskretsar.

Slutligen, när feltillståndet har åtgärdats, måste kontakterna åter stängas för att återställa strömmen till den avbrutna kretsen.

## Ljusbågsavbrott

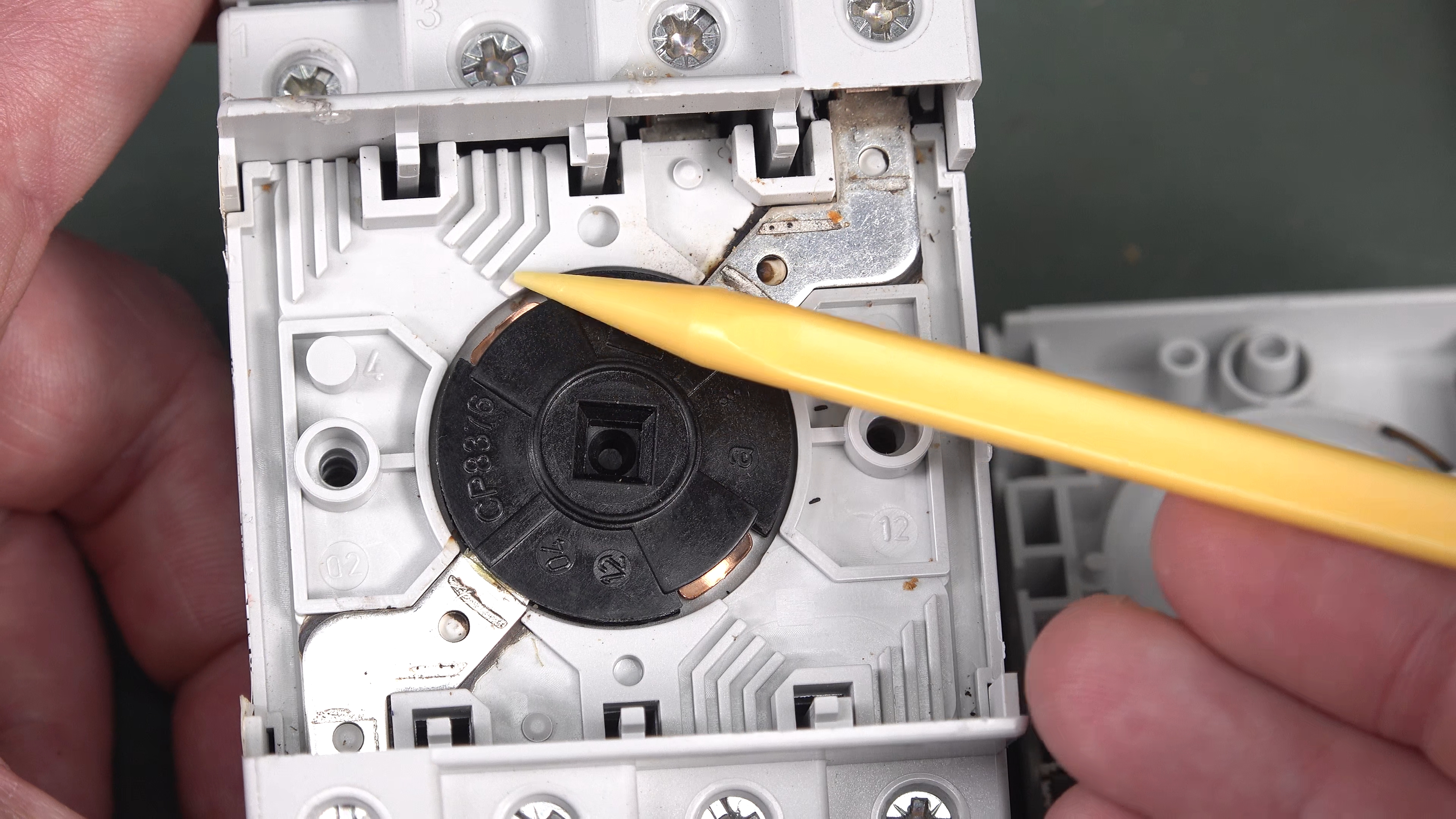
Högspänningsplasmabågsrännor inuti en Benedict LS25 Solar DC Isolator-brytare

Lågspänningsdvärgbrytare (MCB) använder enbart luft för att släcka ljusbågen. Dessa brytare innehåller så kallade bågrännor, en stapel av ömsesidigt isolerade parallella metallplattor som delar och kyler ljusbågen. Genom att dela upp ljusbågen i mindre ljusbågar kyls den ner samtidigt som ljusbågsspänningen höjs och fungerar som en extra impedans som begränsar strömmen genom brytaren. De strömförande delarna nära kontakterna ger lätt avböjning av bågen in i bågrännorna genom en magnetisk kraft från en strömbana, även om magnetiska utblåsningsspolar eller permanentmagneter också skulle kunna avleda bågen in i bågsrännan (används på strömbrytare för högre belastning). Antalet plattor i ljusbågsrännan beror på strömbrytarens märkspänning och nominella spänning. 
I större värden förlitar sig oljebrytare på förångning av en del av oljan för att spränga en oljestråle genom bågen.
Gasbrytare (vanligtvis svavelhexafluorid) sträcker ibland bågen med hjälp av ett magnetfält och förlitar sig sedan på den dielektriska styrkan hos svavelhexafluoriden (SF6) för att släcka den sträckta bågen.
Vakuumbrytare har minimal ljusbågsbildning (eftersom det inte finns något att jonisera förutom kontaktmaterialet). Bågen släcks när den sträcks mycket lite (mindre än 3 mm). Vakuumbrytare används ofta i moderna mellanspänningsväxlar upp till 38 000 volt.
Luftkretsbrytare kan använda tryckluft för att blåsa ut ljusbågen, eller alternativt svängs kontakterna snabbt in i en liten tät kammare, varvid den förskjutna luften som kommer ut blåser ut ljusbågen.
Strömbrytare kan vanligtvis avsluta all ström mycket snabbt. Vanligtvis släcks ljusbågen mellan 30 och 150 ms efter att mekanismen har löst ut, beroende på enhetens ålder och konstruktion. Det maximala strömvärdet och genomsläppsenergin avgör brytarnas kvalitet.

## Smarta effektbrytare
Flera företag har tittat på att lägga till övervakning för apparater via elektronik eller använda en digital strömbrytare för att övervaka brytarna på distans. Allmännyttiga företag i USA har granskat användningen av tekniken för att slå på och stänga av apparater, samt eventuellt stänga av laddning av elbilar under perioder med hög belastning på elnätet. Dessa enheter under forskning och testning skulle ha trådlös förmåga att övervaka den elektriska användningen i ett hus via en smartphone-app eller på annat sätt.